# Sede suburbicaria di Velletri-Segni

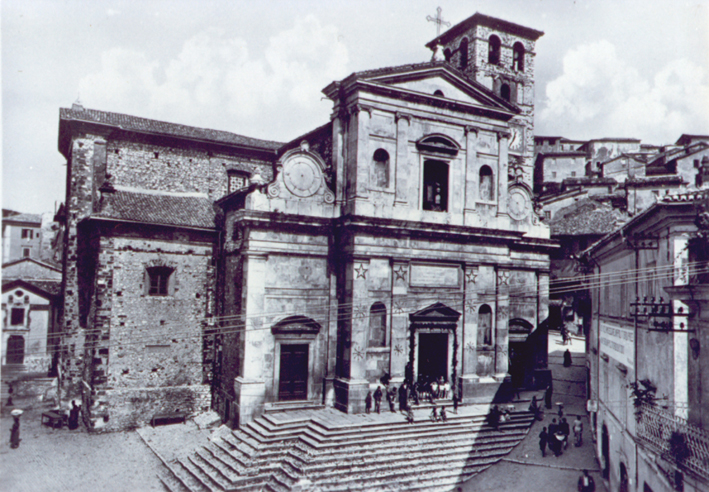
La concattedrale di Santa Maria Assunta a Segni.

La sede suburbicaria di Velletri-Segni (in latino Veliterna-Signina) è una sede della Chiesa cattolica in Italia suffraganea della diocesi di Roma appartenente alla regione ecclesiastica Lazio. Nel 2022 contava 127.245 battezzati su 136.120 abitanti. È retta dal vescovo Stefano Russo, mentre il titolo è del cardinale Francis Arinze.

## Territorio
La sede suburbicaria di Velletri-Segni confina a nord con la sede suburbicaria di Palestrina, a est con la diocesi di Anagni-Alatri, a sud con quella di Latina-Terracina-Sezze-Priverno, e a ovest con le sedi suburbicarie di Albano e di Frascati.
La diocesi comprende i territori dei comuni di Velletri, Segni, Artena, Colleferro, Gavignano, Lariano, Montelanico, Valmontone nonché una parte del territorio dei comuni di Genzano e Lanuvio.
Sede vescovile è la città di Velletri, dove si trova la cattedrale di San Clemente. A Segni sorge la concattedrale di Santa Maria Assunta.

### Parrocchie
Il territorio si estende su 397 km² ed è suddiviso, nel 2017, in 28 parrocchie:
- Artena: Santa Croce, Santa Maria di Gesù e Santo Stefano Protomartire;
- Colleferro: Maria Santissima Immacolata, Santa Barbara, San Bruno, San Gioacchino;
- Gavignano: Santa Maria Assunta;
- Genzano di Roma: Santissimo Nome di Maria;
- Lariano: Santa Maria Intemerata;
- Montelanico: San Pietro Apostolo;
- Segni: Santa Maria Assunta (concattedrale), Santa Maria degli Angeli;
- Valmontone: Santa Maria Maggiore, Sant'Anna, San Sebastiano Martire;
- Velletri: Santissimo Salvatore, San Clemente I (cattedrale), Madonna del Rosario, Resurrezione, Regina Pacis, San Giovanni Battista, Santa Lucia, Santa Maria del Carmine, Santa Maria in Trivio, San Martino Vescovo, San Michele Arcangelo, San Paolo Apostolo.

## Storia
L'odierna diocesi nasce nel 1986 dall'unione di due antiche sedi vescovili, Velletri e Segni, entrambe attestate a partire dal V secolo.

### Velletri
Le origini della diocesi di Velletri sono molto antiche. Secondo una tradizione papa Clemente I, titolare della cattedrale, sarebbe stato vescovo di Velletri nel I secolo. Adeodato è il primo vescovo di cui si serba sicura menzione, avendo partecipato al concilio romano indetto da papa Ilario nel 465.
Il successivo vescovo noto è Bonifacio (o Celio Bonifacio), che visse alla fine del V secolo; in una lettera indirizzatagli da papa Gelasio I si fa menzione per la prima volta della ecclesia sancti Clementis, sede episcopale della diocesi. Suo immediato successore fu il vescovo Silvino, che prese parte ai concili simmachiani del 501 e del 502. Alla fine del VI secolo, papa Gregorio I ordinò al vescovo Giovanni di trasferire momentaneamente la propria sede in loco qui appellatur arenata ad sanctum Andream Apostolum per sfuggire alle scorrerie dei Longobardi; lo stesso vescovo partecipò al concilio del 595 indetto dallo stesso pontefice.
Gli altri vescovi di Velletri del primo millennio sono noti per la loro partecipazione ai concili celebrati dai papi a Roma. Tra questi si distinse in particolare Gauderico, il quale, «insieme con alcuni altri personaggi, quali Anastasio Bibliotecario, il diacono Giovanni Immonide, e, in posizione meno facilmente definibile, Zaccaria vescovo di Anagni e lo stesso Formoso, vescovo di Porto, che dovevano essere pressappoco tutti suoi coetanei, si pone come uno dei personaggi di spicco del mondo romano della seconda metà del sec. IX, esprimendo, come questi ultimi, un'attività politico-diplomatica che si svolge parallelamente a un impegno, a vari livelli, in campo culturale e letterario».
Nella seconda metà del IX secolo fu incorporata in Velletri l'antica sede di Tre Taverne, che le era già stata unita una prima volta da papa Gregorio I nel 592. Verso la fine del X secolo anche la piccola diocesi di Norma fu unita a Velletri: di questa sede si conosce il nome di un solo vescovo, Giovanni, documentato nei concili del 963, 964 e 967/968.
A partire dalla metà dell'XI secolo, con san Pier Damiani, i cardinali vescovi di Ostia ebbero anche il titolo di vescovi di Velletri. Questa unione de facto fu ufficializzata da papa Eugenio III nel 1150.
«Il titolo di episcopus Ostiensis et Veliternus non indicava, peraltro, uguale peso giurisdizionale: infatti, mentre, da una parte Ostia non ebbe più né capitolo né canonici, dall'altra crebbe maggiormente l'importanza di Velletri. L'arciprete di Velletri aveva il diritto di intervenire alla consacrazione del papa, qualora fosse irreperibile il cardinale vescovo; il vicario capitolare esercitava giurisdizione ordinaria in Ostia. Gli stessi vescovi considerarono sempre Velletri come sede primaria: vi tenevano le principali funzioni, vi trovava sede il tribunale, vi riunivano i sinodi.»
Tra i vescovi delle sedi unite ricordiamo: il beato Oddone I di Lagery (1078-1088), il primo vescovo a diventare papa con il nome di Urbano II; il beato Latino Malabranca Orsini (1278-1294), grande statista e diplomatico; Niccolò Alberti (1303-1321), noto come il pacificatore della Toscana; e numerosi cardinali-vescovi che divennero in seguito papi. Nel 1181 si svolse a Velletri il conclave che portò al soglio pontificio il vescovo veliterno Ubaldo Allucingoli, che prese il nome di Lucio III.
Durante la cattività avignonese, tutti i vescovi di Ostia e Velletri furono francesi, residenti ad Avignone o in servizio come legati; il più famoso fra loro fu Pierre d'Estaing (1373-1377) che persuase papa Urbano V a tornare a Roma. Durante il grande scisma, ognuno dei papi rivali nominò un proprio vescovo. Fra i vescovi legittimi possono essere menzionati Guillaume d'Estouteville (1461-1483) e Giuliano della Rovere (1483-1503, futuro papa Giulio II), che si impegnarono per la ricostruzione di Ostia.
A causa delle continue assenze dei cardinali-vescovi, a partire dal cardinalato di Francesco Pisani (1564-1570) la sede di Velletri ebbe un proprio vescovo suffraganeo per il governo pastorale della diocesi. Il successivo cardinale Giovanni Gerolamo Morone istituì il seminario veliterno e celebrò nel 1573 il primo sinodo diocesano per l'attuazione dei decreti di riforma del concilio di Trento.
Il 5 maggio 1914, con il motu proprio Edita a nobis, papa Pio X separò le sedi di Ostia e di Velletri.
Nel 1950 la Congregazione concistoriale stabilì che i confini tra i comuni di Latina e di Sabaudia fossero anche quelli tra le diocesi di Velletri e di Terracina, Sezze e Priverno; questo portò ad uno scambio di territori fra le diocesi coinvolte. Nel 1967 ci fu una drastica riduzione del territorio della diocesi di Velletri, quando, con decreto del 12 settembre 1967, la diocesi veliterna perse tutti i territori in provincia di Latina a favore della diocesi di Terracina, che assunse contestualmente il nome di Terracina-Latina. Furono così ceduti i comuni di Latina, Cisterna di Latina, Cori, Norma e Rocca Massima; alla diocesi veliterna rimase una manciata di parrocchie nel comune di Velletri, a Lariano, che all'epoca era ancora una frazione di Velletri, e nel territorio di Landi, frazione di Genzano di Roma.
Velletri ha dato alla Chiesa universale ben 14 pontefici compreso Benedetto XVI, che ha ceduto il titolo di Velletri-Segni al cardinale Francis Arinze.
Al momento dell'unione con Segni, la diocesi di Velletri comprendeva 13 parrocchie nei comuni di Genzano di Roma (frazione di Landi), Lariano e Velletri (11).

### Segni
Incerte sono le origini della diocesi di Segni, documentata solo a partire dalla fine del V secolo con il vescovo Santolo, che prese parte al concilio romano indetto da papa Simmaco nel marzo 499 e che probabilmente fu anche tra i padri del concilio celebrato da papa Gelasio I nel 495.
Pochi sono i vescovi riportati nella cronotassi episcopale per il primo millennio cristiano, noti per lo più per la loro presenza ai concili indetti dai pontefici: Giusto (501 e 502), Albino (649), Gaudioso (679 e 680), Giovanni I (721 e 743), Giordano (761 e 769), Adriano (826), Boniperto (853) e Giovanni II (861 e 869). Secondo il Liber Pontificalis, papa Vitaliano, che governò la Chiesa di Roma dal 657 al 672, era originario di Segni.
Tra i vescovi che dettero maggior prestigio alla sede segnina ci fu san Bruno (1079-1123), ricordato il 18 luglio nel martirologio romano come vescovo e confessore; cancelliere e bibliotecario della Santa Sede, si segnalò per la grande competenza teologica e per i suoi numerosi scritti.
Nel 1182 papa Lucio III, come già aveva fatto il suo predecessore Alessandro III, confermò al vescovo Pietro l'immediata soggezione della sua Chiesa alla Santa Sede e tutti i possedimenti che dipendevano dalla sua giurisdizione spirituale, che vengono espressamente menzionati nella bolla Et ordo rationis expostulat del 2 dicembre; facevano parte della diocesi, «oltre la città di Segni, diversi castelli, dei quali alcuni decaddero e finirono diruti (Collemezzo, Sacco e Piombinara) e altri si sono sviluppati in seguito nei comuni di Colleferro, Valmontone, Artena (già Montefortino), Gavignano e Montelanico».
Tra XII e XIII secolo Segni visse il suo momento di maggior splendore. Papa Eugenio III (1145-1153) fece costruire a Segni il suo palazzo estivo; Alessandro III vi dimorò per un certo periodo e nel 1173 canonizzò solennemente nella cattedrale san Tommaso Becket, arcivescovo di Canterbury; nel 1183 a Segni papa Lucio III canonizzo il santo vescovo Bruno; tre anni dopo lo stesso papa fu nuovamente a Segni per consacrare la nuova cattedrale. Infine Gavignano, territorio della diocesi, diede i natali a Innocenzo III, papa dal 1198 al 1216.
Nel XVII secolo, dopo i danneggiamenti causati dal sacco di Segni del 1557, venne ricostruita l'antica cattedrale romanica in forme barocche. I lavori, iniziati all'epoca del vescovo Ludovico degli Atti (1625-1631), furono portati a termine nel 1657; il nuovo edificio venne consacrato dal vescovo Francesco Maria Giannotti il 23 aprile 1684.
Dal 1708 al 1726 la diocesi fu retta dal benedettino Philip Michael Ellis, nobile inglese e cappellano dell'ultimo re cattolico Giacomo II. Egli dette avvio ad una serie di riforme per l'attuazione dei decreti del concilio di Trento; indisse un sinodo, l'unico di cui restano gli atti stampati, fece diverse volte la visita pastorale della diocesi, e fondò il seminario diocesano all'interno del palazzo fatto erigere nel XII secolo come palazzo apostolico e in seguito diventata residenza episcopale. Oggi questo palazzo ospita l'Archivio storico Innocenzo III, in cui sono state riunite le carte degli archivi della cancelleria vescovile di Segni, del capitolo della cattedrale, del seminario e di alcune parrocchie.
Nel corso del XX secolo, alcuni cardinali nativi della diocesi, si sono distinti per il loro servizio svolto nella Chiesa: «Pericle Felici (1911-1982), segretario generale del concilio ecumenico Vaticano II; Vincenzo Fagiolo (1918-2000), arcivescovo emerito di Chieti-Vasto, presidente della Pontificia Commissione per l’interpretazione autentica del Codice di diritto canonico; Angelo Felici (1919-2007), nunzio apostolico a Parigi, successivamente prefetto della Congregazione per le cause dei santi.»
Al momento dell'unione con Velletri, la diocesi di Segni comprendeva 14 parrocchie nei comuni di Segni (2), Artena (3), Colleferro (4), Gavignano, Montelanico e Valmontone (3).

### Velletri-Segni
Con la riforma delle sedi suburbicarie decisa da papa Giovanni XXIII nel 1962 con il motu proprio Suburbicariis sedibus, ai cardinali di Velletri rimase solo il titolo della sede suburbicaria, mentre il governo pastorale della diocesi venne affidato ad un vescovo residenziale pleno iure. Questa disposizione entrò in vigore alla morte del cardinale Clemente Micara (1965): tuttavia fino al 1975 Velletri, a causa della ristrettezza del suo territorio, ebbe solo degli amministratori apostolici.
Solo il 10 luglio 1975 fu nominato un nuovo vescovo di Velletri nella persona di Dante Bernini, che fu contestualmente nominato anche vescovo di Segni, unendo così in persona episcopi le due sedi, preludio per l'unione aeque principaliter stabilita il 20 ottobre 1981 con la bolla In illius patris di papa Giovanni Paolo II. Infine, il 30 settembre 1986, con il decreto Instantibus votis della Congregazione per i vescovi, l'unione è diventata piena e la nuova circoscrizione ecclesiastica sorta dall'unione ha assunto il nome attuale.
Dal 12 settembre 2023 è unita in persona episcopi alla sede suburbicaria di Frascati.

## Cronotassi dei vescovi
Si omettono i periodi di sede vacante non superiori ai 2 anni o non storicamente accertati.

### Vescovi di Segni
- Santolo † (prima del 495 ? - dopo marzo 499)[13]
- Giusto † (prima del 501 - dopo il 502)[17]
- Giuliano ? † (menzionato nel 551)[18]
- Albino † (menzionato nel 649)
- Gaudioso † (prima del 679[19] - dopo il 680)
- Giovanni I † (prima del 721 - dopo il 743[20])
- Giordano † (prima del 761 - dopo il 769)[21]
- Adriano † (menzionato nell'826)
- Teodoro † (circa 830 - ?)[22]
- Boniperto † (menzionato nell'853)
- Giovanni II † (prima dell'861 - dopo l'869)[23]
- Stefano ? † (prima del 963 - dopo il 984)[24]
- Roberto † (prima del 1015 - dopo il 1032/1036[25])
- Giovanni III † (menzionato nel 1050)[26]
- Erasmo † (prima del 1059 - dopo il 1071)
- San Bruno di Segni † (circa 1079 - 18 luglio o 31 agosto[27] 1123 deceduto)
- Trasmondo † (circa 1123 - 1138 nominato vescovo di Ferentino)
- Giovanni IV † (circa 1138 - 1178 o 1179 deceduto)
- Pietro I † (1179 - circa 1206 deceduto)
- Anonimo (J…) † (gennaio 1207 - ?)
- Bernardo, O.S.B. †[28]
- Bartolomeo I † (1254 - 1264)[29]
- Giovanni V † (1264 - dopo il 1070)[30]
- Pietro II de Brunaco, O.Cist. † (23 dicembre 1281 - 15 maggio 1290 nominato vescovo di Anagni)[31]
- Giacomo I † (16 settembre 1290 - 1303 deceduto)
- Pietro III † (8 luglio 1303 - 1320 deceduto)
- Bartolomeo II, O.P. † (23 giugno 1320 - 30 luglio 1333 nominato vescovo di Comacchio)
- Arnoldo, O.P. † (30 ottobre 1333 - 30 luglio 1345 nominato vescovo di Aleria)
- Guglielmo Arcambaldi, O.E.S.A. † (30 luglio 1345 - 1346 deceduto)[32]
- Pietro IV † (26 giugno 1346 - 5 novembre 1347 nominato vescovo di Betlemme)
- Guglielmo Ribati, O.Carm. † (7 gennaio 1348 - 22 ottobre 1348 nominato vescovo di Vence)
- Michele de Mattia, O.Carm. † (5 novembre 1348 - ?)
- Gabriele † (? deceduto)
  - Sisto, O.F.M. † (24 aprile 1381 - ?) (antivescovo)[33]
- Tommaso † (circa 1381 - 1395 deceduto)
- Antonio, O.F.M. † (21 dicembre 1395 - 18 agosto 1402 nominato vescovo di San Leone)
- Nicola Corradi Pocciarelli, O.S.B. † (18 agosto 1402 - 14 novembre 1418 deceduto)
- Giorgio (o Gregorio) † (1418 - 1421 deceduto)
- Nicola Aspra † (18 luglio 1421 - 15 ottobre 1427 nominato vescovo di Terracina)
- Gregorio Nardi † (15 ottobre 1427 - 1429 deceduto)
- Galgano Bucci † (27 dicembre 1429 - 1434 deceduto)
- Giacomo Zancati † (15 dicembre 1434 - 1435 deceduto)
- Giovanni VI † (1435 - ?)[34]
- Ludovico † (1436 - 1443)
- Pietro Antonio Petrucci, O.P. † (30 agosto 1445 - ?)
- Silvestro de Pianca † (26 dicembre 1456 - ?)
- Panuzio de Conti † (4 novembre 1465 - 1481 deceduto)
- Lucio Fazini Maffei Fosforo † (5 novembre 1481 - 1503 deceduto)
- Vincenzo Fanzi † (29 novembre 1503 - 4 agosto 1507 nominato vescovo di Corone)
- Ludovico da Viterbo † (27 agosto 1507 - ottobre 1507)
  - Oliviero Carafa † (27 ottobre 1507 - prima del 1511) (amministratore apostolico)
- Vincenzo Fanzi † (? - 1528 deceduto) (per la seconda volta)[35]
- Lorenzo Grana † (3 giugno 1528 - 5 settembre 1539 deceduto)
- Sebastiano Graziani † (29 ottobre 1539 - 19 gennaio 1541 nominato vescovo di Trevico)
- Bernardino Callini, O.F.M. † (19 gennaio 1541 - 12 luglio 1549 dimesso)
- Carlo Traversari † (12 luglio 1549 - 15 gennaio 1552 deceduto)
- Ambrogio Monticoli † (18 gennaio 1552 - 11 ottobre 1569 deceduto)
- Giuseppe Panfili, O.E.S.A. † (10 febbraio 1570 - 1581 deceduto)
- Giacomo Masini † (20 novembre 1581 - 11 ottobre 1602 deceduto)
- Antonio Guarneschi, O.F.M.Conv. † (24 gennaio 1603 - ottobre 1605 deceduto)
- Giovanni Ludovico Pasolini † (20 febbraio 1606 - 1625 dimesso)
- Ludovico degli Atti † (18 agosto 1625 - 20 dicembre 1631 deceduto)
- Ottavio Orsini † (20 settembre 1632 - 1640 deceduto)
- Francesco Romolo Mileti † (8 ottobre 1640 - 7 gennaio 1643 deceduto)
- Andrea Borgia † (13 luglio 1643 - 17 luglio 1655 deceduto)
- Guarnerio Guarnieri † (25 ottobre 1655 - 16 febbraio 1682 nominato vescovo di Recanati)
- Francesco Maria Giannotti † (4 maggio 1682 - aprile 1699 deceduto)
- Orazio Minimi † (5 ottobre 1699 - luglio 1701 deceduto)
- Pietro Corbelli † (5 dicembre 1701 - 24 giugno 1708 deceduto)
- Philip Michael Ellis, O.S.B. † (3 ottobre 1708 - 16 novembre 1726 deceduto)
- Giovanni Francesco Bisleti † (9 dicembre 1726 - 12 aprile 1749 dimesso)
- Federico Muschi † (21 aprile 1749 - 20 ottobre 1755 deceduto)
- Cesare Crescenzio de Angelis † (15 dicembre 1755 - 10 settembre 1765 deceduto)
- Andrea Spani † (14 aprile 1766 - 29 febbraio 1784 deceduto)
- Paolo Ciotti † (20 settembre 1784 - 18 aprile 1819 deceduto)
- Francesco Stracchini † (23 agosto 1819 - 19 luglio 1823 deceduto)
- Pietro Antonio Luciani † (24 maggio 1824 - 9 giugno 1841 dimesso)
- Giacomo Traversi † (12 luglio 1841 - 3 giugno 1845 dimesso)
- Giovanni Pellei † (24 novembre 1845 - 14 giugno 1847 nominato vescovo di Acquapendente)
- Ludovico Ricci † (14 giugno 1847 - 26 maggio 1877 deceduto)
- Antonio Maria Testa † (26 maggio 1877 succeduto - 22 aprile 1883 deceduto)
- Biagio Sibilia † (9 agosto 1883 - 7 aprile 1893 deceduto)
- Costantino Costa, C.P. † (12 giugno 1893 - 15 settembre 1897 deceduto)
- Pancrazio Giorgi † (11 febbraio 1898 - 30 marzo 1915 deceduto)
- Angelo Maria Filippo Sinibaldi † (16 aprile 1915 - 20 aprile 1928 deceduto)
- Alfonso Maria de Sanctis † (30 giugno 1928 - 10 agosto 1933 nominato vescovo di Todi)
- Fulvio Tessaroli † (1º dicembre 1933 - 11 novembre 1952 dimesso[36])
- Pietro Severi † (8 gennaio 1953 - 31 luglio 1957 dimesso[37][38])
- Luigi Maria Carli † (31 luglio 1957 - 26 gennaio 1973 nominato arcivescovo di Gaeta)
  - Sede vacante (1973-1975)
- Dante Bernini † (10 luglio 1975 - 20 ottobre 1981 nominato vescovo di Velletri e Segni)

### Vescovi e cardinali vescovi di Velletri
- Adeodato † (menzionato nel 465)[2]
- Celio Bonifacio † (prima del 487 - dopo marzo 499)[3]
- Silvino † (prima del 501 - dopo il 502)[4]
- Giovanni I † (prima del 592 - dopo il 595)[5]
- Potenzio o Potentino † (menzionato nel 649)
- Placenzio o Placentino † (prima del 679 - dopo il 682)
- Anonimo † (menzionato nel 685)[39]
- Giovanni II † (menzionato nel 721 e nel 732)[40]
- Grosso † (menzionato nel 743)[41]
- Grazioso † (menzionato nel 745)[41]
- Graziano † (menzionato nel 761)
- Cidonato † (menzionato nel 769)
- Teodoro † (all'epoca di papa Adriano I 772-795)[42]
- Gregorio † (menzionato nell'826)
- Giovanni III † (prima dell'853 - dopo l'861)[43]
- Gauderico † (prima dell'867 - dopo l'879)[6]
- Giovanni IV † (prima dell'896 - dopo l'898)[44]
- Leone I † (941 - 963)[45]
- Teobaldo I † (prima del 996 - dopo il 1027)[46]
- Leone II † (prima del 1032 - dopo il 1038)[46]
- Amato † (menzionato nel 1044)[46]
- Giovanni V (vocatur Mincius) † (prima del 1050 - 5 aprile 1058 eletto antipapa con il nome di Benedetto X)[47]

### Cardinali vescovi di Ostia con giurisdizione su Velletri
- San San Pier Damiani[48], O.S.B.Cam. † (aprile 1060 - circa 1066 dimesso[49])
- San Geraldo, O.S.B.Clun. † (1067 - 6 dicembre 1077 deceduto)
- Beato Oddone I di Lagery, O.S.B.Clun. † (1078 - 8 marzo 1088 eletto papa con il nome di Urbano II)
- Oddone II di Lagery, O.S.B.Clun. † (1088 - 1101 deceduto)
- Leone dei conti di Marsi, O.S.B. † (1101 - 22 marzo 1116 deceduto)
- Lamberto Scannabecchi, Can.Reg.Vienne † (1117 - 15 dicembre 1124 eletto papa con il nome di Onorio II)
- Vitale Giovanni, O.S.B.Cam. † (dicembre 1125 - 1133 deceduto)
- Drogone, O.S.B. † (1134 - 1138 deceduto)
- Alberico di Beauvais, O.S.B.Clun. † (1138 - dopo il 14 maggio 1148 deceduto)
- Guido † (1148 o 1149 - dopo il 30 gennaio 1150 deceduto)

### Cardinali vescovi suburbicari di Ostia e Velletri
- Hughes, O.Cist. † (1150 - 1º dicembre 1158 deceduto)
- Ubaldo Allucingoli, O.Cist. † (dicembre 1158 - 1º settembre 1181 eletto papa con il nome di Lucio III)
- Teodobaldo di Vermandois, O.S.B.Clun. † (1183 - 4 novembre 1188 deceduto)
- Ottaviano Poli dei conti di Segni † (22 febbraio o 31 marzo 1189 - 5 aprile 1206 deceduto)
- Ugolino dei Conti di Segni † (prima del 24 maggio 1206 - 19 marzo 1227 eletto papa con il nome di Gregorio IX)
- Rinaldo di Ienne † (22 luglio 1231[50] - 12 dicembre 1254 eletto papa con il nome di Alessandro IV)
  - Sede vacante (1254-1262)[51]
- Enrico Bartolomei di Susa † (22 maggio 1262 - 25 ottobre[52] 1271 deceduto)
- Pietro di Tarantasia, O.P. † (3 giugno 1273 - 21 gennaio 1276 eletto papa con il nome di Innocenzo V)
- Latino Malabranca Orsini, O.P. † (12 marzo 1278 - 19 luglio o 10 agosto 1294 deceduto)
- Ugo Aycelin de Billom, O.P. † (prima del 29 agosto 1294 - 28 dicembre[53] 1297 deceduto)
  - Leonardo Patrasso † (25 febbraio 1298 - febbraio 1299 dimesso) (amministratore apostolico)
- Niccolò Boccasini, O.P. † (2 marzo 1300 - 22 ottobre 1303 eletto papa con il nome di Benedetto XI)
- Niccolò Alberti, O.P. † (18 dicembre 1303 - 1º aprile 1321 deceduto)
- Raynaud de La Porte † (marzo 1321 - luglio o agosto 1325 deceduto)
- Bertrando del Poggetto † (18 dicembre 1327 - 3 febbraio 1352 deceduto)
  - Giacomo Albertini[54] † (15 maggio 1328 - dopo il 1335 deceduto) (pseudocardinale dell'antipapa Niccolò V)
- Etienne Aubert † (13 febbraio 1352 - 18 dicembre 1352 eletto papa con il nome di Innocenzo VI)
- Pierre Bertrand il giovane † (1353 - 13 luglio 1361 deceduto)
- Andouin Aubert † (circa luglio 1361 - 10 maggio 1363 deceduto)
- Élias de Saint-Yrieux, O.S.B. † (circa maggio 1363 - 10 maggio 1367 deceduto)
- Guillaume de la Sudrie, O.P. † (17 settembre 1367 - 18 aprile[55] 1373 deceduto)
- Pierre d'Estaing, O.S.B. † (dopo il 28 settembre 1373 - 25 novembre[56] 1377 deceduto)
  - Bertrand Lagier, O.F.M. † (aprile 1378 - 8 novembre[57] 1392 deceduto) (pseudocardinale dell'antipapa Clemente VII)[58]
- Philippe d'Alençon † (prima di giugno 1388 - 16 agosto[59] 1397 deceduto)
  - Jean de Neufchâtel † (dicembre 1392 - 4 ottobre 1398 deceduto) (pseudocardinale dell'antipapa Clemente VII)
- Angelo Acciaioli † (29 agosto 1397 - 31 maggio 1408 deceduto)
  - Jean Allarmet de Brogny † (13 giugno 1405 - 1415) (pseudocardinale degli antipapi Clemente VII, Alessandro V e Giovanni XXIII)
- Jean Allarmet de Brogny † (1415 - 16 febbraio 1426 deceduto) (come cardinale di papa Martino V)
  - Julián Lobera y Valtierra † (1409 ? - 16 agosto 1429 dimesso) (pseudocardinale dell'antipapa Benedetto XIII)
- Antonio Correr, C.R.S.G.A. † (14 marzo 1431 - 19 gennaio 1445 deceduto)
- Juan de Cervantes † (27 marzo 1447[60] - 25 novembre 1453 deceduto)
- Giorgio Fieschi † (28 aprile 1455 - 8 ottobre[61] 1461 deceduto)
- Guillaume d'Estouteville, O.S.B.Clun. † (26 ottobre 1461 - 22 gennaio 1483 deceduto)
- Giuliano della Rovere † (31 gennaio 1483 - 1º novembre 1503 eletto papa con il nome di Giulio II)
- Oliviero Carafa † (29 novembre 1503 - 20 gennaio 1511 deceduto)
- Raffaele Riario † (20 gennaio 1511 - 9 luglio 1521 deceduto)
- Bernardino López de Carvajal † (24 luglio 1521 - 16 dicembre 1523 deceduto)
- Francesco Soderini † (18 dicembre 1523 - 17 maggio 1524 deceduto)
- Niccolò Fieschi † (20 maggio 1524 - 15 giugno 1524 deceduto)
- Alessandro Farnese † (15 giugno 1524 - 13 ottobre 1534 eletto papa con il nome di Paolo III)
- Giovanni Piccolomini † (26 febbraio 1535 - 21 novembre 1537 deceduto)
- Giovanni Domenico De Cupis † (28 novembre 1537 - 10 dicembre 1553 deceduto)
- Gian Pietro Carafa † (11 dicembre 1553 - 23 maggio 1555 eletto papa con il nome di Paolo IV)
- Jean du Bellay † (29 maggio 1555 - 16 febbraio 1560 deceduto)
- François de Tournon † (13 marzo 1560 - 22 aprile 1562 deceduto)
- Rodolfo Pio † (18 maggio 1562 - 2 maggio 1564 deceduto)
- Francesco Pisani † (12 maggio 1564 - 28 giugno 1570 deceduto)
- Giovanni Gerolamo Morone † (3 luglio 1570 - 1º dicembre 1580 deceduto)
- Alessandro Farnese il Giovane † (5 dicembre 1580 - 2 marzo 1589 deceduto)
- Giovanni Antonio Serbelloni † (2 marzo 1589 - 18 marzo 1591 deceduto)
- Alfonso Gesualdo † (20 marzo 1591 - 14 febbraio 1603 deceduto)
- Tolomeo Gallio † (19 febbraio 1603 - 3 febbraio 1607 deceduto)
- Domenico Pinelli † (7 febbraio 1607 - 9 agosto 1611 deceduto)
- François de Joyeuse † (17 agosto 1611 - 23 agosto 1615 deceduto)
- Antonio Maria Galli † (16 settembre 1615 - 30 marzo 1620 deceduto)
- Antonio Maria Sauli † (6 aprile 1620 - 23 o 24 agosto 1623 deceduto)
- Francesco Maria Bourbon del Monte † (27 settembre 1623 - 27 agosto 1626 deceduto)
- Ottavio Bandini † (7 settembre 1626 - 1º agosto 1629 deceduto)
- Giovanni Battista Deti † (20 agosto 1629 - 13 luglio 1630 deceduto)
- Domenico Ginnasi † (15 luglio 1630 - 12 marzo 1639 deceduto)
- Carlo Emmanuele Pio di Savoia † (28 marzo 1639 - 1º giugno 1641 deceduto)
- Marcello Lante † (1º luglio 1641 - 19 aprile 1652 deceduto)
- Giulio Roma † (29 aprile 1652 - 16 settembre 1652 deceduto)
- Carlo di Ferdinando de' Medici † (23 settembre 1652 - 17 giugno 1666 deceduto)
- Francesco Barberini seniore † (11 ottobre 1666 - 10 dicembre 1679 deceduto)
- Cesare Facchinetti † (8 gennaio 1680 - 30 o 31 gennaio 1683 deceduto)
- Niccolò Albergati-Ludovisi † (15 febbraio 1683 - 9 agosto 1687 deceduto)
- Alderano Cybo-Malaspina † (10 novembre 1687 - 22 luglio 1700 deceduto)
- Emmanuel Théodose de La Tour d'Auvergne † (15 dicembre 1700 - 2 marzo 1715 deceduto)
- Niccolò Acciaiuoli † (18 marzo 1715 - 23 febbraio 1719 deceduto)
- Fulvio Astalli † (26 aprile 1719 - 14 gennaio 1721 deceduto)
- Sebastiano Antonio Tanara † (3 marzo 1721 - 5 maggio 1724 deceduto)
- Francesco del Giudice † (12 giugno 1724 - 10 ottobre 1725 deceduto)
- Fabrizio Paolucci † (19 novembre 1725 - 12 giugno 1726 deceduto)
- Francesco Barberini iuniore † (1º luglio 1726 - 17 agosto 1738 deceduto)
- Pietro Ottoboni † (3 settembre 1738 - 29 febbraio 1740 deceduto)
- Tommaso Ruffo † (29 agosto 1740 - 16 febbraio 1753 deceduto)
- Pier Luigi Carafa † (9 aprile 1753 - 15 dicembre 1755 deceduto)
- Raniero d'Elci † (12 gennaio 1756 - 22 giugno 1761 deceduto)
- Giuseppe Spinelli † (13 luglio 1761 - 12 aprile 1763 deceduto)
- Carlo Alberto Guidobono Cavalchini † (16 maggio 1763 - 7 marzo 1774 deceduto)
- Fabrizio Serbelloni † (18 aprile 1774 - 7 dicembre 1775 deceduto)
- Giovanni Francesco Albani † (18 dicembre 1775 - 15 settembre 1803 deceduto)
- Enrico Benedetto Stuart † (26 settembre 1803 - 13 luglio 1807 deceduto)
- Leonardo Antonelli † (3 agosto 1807 - 23 gennaio 1811 deceduto)
- Alessandro Mattei † (26 settembre 1814 - 20 aprile 1820 deceduto)
- Giulio Maria della Somaglia † (29 maggio 1820 - 2 aprile 1830 deceduto)
- Bartolomeo Pacca † (5 luglio 1830 - 19 aprile 1844 deceduto)
- Ludovico Micara, O.F.M.Cap. † (17 giugno 1844 - 24 maggio 1847 deceduto)
- Vincenzo Macchi † (11 giugno 1847 - 30 settembre 1860 deceduto)
- Mario Mattei † (17 dicembre 1860 - 7 ottobre 1870 deceduto)
- Costantino Patrizi Naro † (8 ottobre 1870 - 17 dicembre 1876 deceduto)
- Luigi Amat di San Filippo e Sorso † (12 marzo 1877 - 30 marzo 1878 deceduto)
- Camillo Di Pietro † (15 luglio 1878 - 6 marzo 1884 deceduto)
- Carlo Sacconi † (24 marzo 1884 - 25 febbraio 1889 deceduto)
- Raffaele Monaco La Valletta † (24 maggio 1889 - 14 luglio 1896 deceduto)
- Luigi Oreglia di Santo Stefano † (30 novembre 1896 - 7 dicembre 1913 deceduto)

### Cardinali vescovi di Velletri
- Diomede Angelo Raffaele Gennaro Falconio, O.F.M.Ref. † (25 maggio 1914 - 8 febbraio 1917 deceduto)
- Basilio Pompilj † (22 marzo 1917 - 5 maggio 1931 deceduto)
- Bonaventura Cerretti † (13 marzo 1933 - 8 maggio 1933 deceduto)
- Enrico Gasparri † (16 ottobre 1933 - 20 maggio 1946 deceduto)
- Clemente Micara † (13 giugno 1946 - 11 marzo 1965 deceduto)

### Cardinali vescovi del titolo suburbicario di Velletri, di Velletri e Segni, infine di Velletri-Segni
- Fernando Cento † (23 aprile 1965 - 13 gennaio 1973 deceduto)
- Ildebrando Antoniutti † (13 settembre 1973 - 1º agosto 1974 deceduto)
- Sebastiano Baggio † (12 dicembre 1974 - 21 marzo 1993 deceduto)[62]
- Joseph Ratzinger † (5 aprile 1993 - 19 aprile 2005 eletto papa con il nome di Benedetto XVI)
- Francis Arinze, dal 25 aprile 2005

### Vescovi di Velletri, di Velletri e Segni, infine di Velletri-Segni
- Arrigo Pintonello † (1º maggio 1965 - 12 settembre 1967 nominato arcivescovo, titolo personale, di Terracina-Latina, Priverno e Sezze) (amministratore apostolico)
- Luigi Punzolo † (2 ottobre 1967 - 24 maggio 1975 dimesso) (amministratore apostolico)

- Dante Bernini † (10 luglio 1975 - 8 aprile 1982 nominato vescovo di Albano)[63]
- Martino Gomiero † (5 giugno 1982 - 7 maggio 1988 nominato vescovo di Adria-Rovigo)[64]
- Andrea Maria Erba, B. † (19 dicembre 1988 - 28 gennaio 2006 ritirato)
- Vincenzo Apicella (28 gennaio 2006 - 7 maggio 2022 ritirato)
- Stefano Russo, dal 7 maggio 2022

## Statistiche
La diocesi nel 2022 su una popolazione di 136.120 persone contava 127.245 battezzati, corrispondenti al 93,5% del totale.
| anno                                | popolazione | popolazione | popolazione | presbiteri | presbiteri | presbiteri | presbiteri                | diaconi | religiosi | religiosi | parrocchie |
| anno                                | battezzati  | totale      | %           | numero     | secolari   | regolari   | battezzati per presbitero | diaconi | uomini    | donne     | parrocchie |
| ----------------------------------- | ----------- | ----------- | ----------- | ---------- | ---------- | ---------- | ------------------------- | ------- | --------- | --------- | ---------- |
| sede suburbicaria di Velletri       |             |             |             |            |            |            |                           |         |           |           |            |
| 1949                                | 86.000      | 87.000      | 98,9        | 63         | 45         | 18         | 1.365                     |         | 23        | 24        | 27         |
| 1970                                | 52.700      | 53.000      | 99,4        | 51         | 24         | 27         | 1.033                     |         | 56        | 107       | 7          |
| 1980                                | 55.000      | 56.200      | 97,9        | 51         | 24         | 27         | 1.078                     |         | 52        | 102       | 9          |
| diocesi di Segni                    |             |             |             |            |            |            |                           |         |           |           |            |
| 1950                                | 35.500      | 36.000      | 98,6        | 53         | 40         | 13         | 669                       |         | 16        | 74        | 14         |
| 1970                                | 47.000      | 47.588      | 98,8        | 44         | 24         | 20         | 1.068                     |         | 23        | 136       | 19         |
| 1978                                | 50.035      | 50.170      | 99,7        | 37         | 21         | 16         | 1.352                     |         | 18        | 101       | 16         |
| sede suburbicaria di Velletri-Segni |             |             |             |            |            |            |                           |         |           |           |            |
| 1990                                | 104.000     | 105.000     | 99,0        | 71         | 46         | 25         | 1.464                     | 4       | 46        | 198       | 27         |
| 1999                                | 117.300     | 118.200     | 99,2        | 83         | 53         | 30         | 1.413                     | 9       | 40        | 120       | 27         |
| 2000                                | 119.100     | 120.170     | 99,1        | 80         | 47         | 33         | 1.488                     | 10      | 45        | 122       | 27         |
| 2001                                | 118.000     | 120.894     | 97,6        | 81         | 51         | 30         | 1.456                     | 11      | 47        | 238       | 27         |
| 2002                                | 118.000     | 121.674     | 97,0        | 116        | 82         | 34         | 1.017                     | 11      | 54        | 225       | 27         |
| 2003                                | 115.800     | 118.500     | 97,7        | 85         | 57         | 28         | 1.362                     | 11      | 39        | 218       | 27         |
| 2004                                | 119.690     | 122.690     | 97,6        | 96         | 66         | 30         | 1.246                     | 12      | 44        | 226       | 27         |
| 2010                                | 127.600     | 135.500     | 94,2        | 79         | 39         | 40         | 1.615                     | 11      | 47        | 165       | 27         |
| 2014                                | 124.300     | 134.300     | 92,6        | 55         | 39         | 16         | 2.260                     | 12      | 23        | 99        | 27         |
| 2017                                | 127.000     | 136.062     | 93,3        | 59         | 43         | 16         | 2.152                     | 15      | 19        | 85        | 27         |
| 2020                                | 126.992     | 135.592     | 93,7        | 60         | 38         | 22         | 2.116                     | 18      | 22        | 67        | 27         |
| 2022                                | 127.245     | 136.120     | 93,5        | 52         | 35         | 17         | 2.447                     | 18      | 20        | 72        | 27         |

### Per la sede di Velletri
- Francesco Lanzoni, Le diocesi d'Italia dalle origini al principio del secolo VII (an. 604), vol. I, Faenza, 1927, pp. 145–147
- Giuseppe Cappelletti, Le Chiese d'Italia dalla loro origine sino ai nostri giorni, Venezia, 1844, vol. I, pp. 454–487
- (EN)  Cronotassi dei cardinali sui siti web di Gcatholic e di Catholic Hierarchy
- (EN)  Cronotassi dei cardinali sul sito cardinals.fiu.edu
- (LA)  Pius Bonifacius Gams, Series episcoporum Ecclesiae Catholicae, Graz, 1957, pp. V-VII
- (LA)  Konrad Eubel, Hierarchia Catholica Medii Aevi, vol. 1, pp. 35-36; vol. 2, p. 60; vol. 3, p. 56; vol. 4, pp. 36-37; vol. 5, pp. 40-41; vol. 6, pp. 39-40

### Per la sede di Segni
- (EN)  La diocesi di Segni su Catholic Hierarchy
- (EN)  La diocesi di Segni su Gcatholic
- Francesco Lanzoni, Le diocesi d'Italia dalle origini al principio del secolo VII (an. 604), vol. I, Faenza, 1927, pp. 165–166
- Giuseppe Cappelletti, Le Chiese d'Italia dalla loro origine sino ai nostri giorni, vol. VI, Venezia, 1847, pp. 615–640
- (LA)  Pius Bonifacius Gams, Series episcoporum Ecclesiae Catholicae, Graz, 1957, pp. 725–726
- (LA)  Konrad Eubel, Hierarchia Catholica Medii Aevi, vol. 1, p. 451; vol. 2, p. 237; vol. 3, p. 300; vol. 4, p. 315; vol. 5, p. 357; vol. 6, p. 380